# Da dove veniamo?
Da dove veniamo? La storia che ci manca è un libro scritto da Roberto Giacobbo. Tratta di tracce considerate riferibili una civiltà evoluta che sarebbe esistita prima di quella moderna, analizzando reperti OOPArt, siti archeologici e antiche leggende che riguarderebbero una civiltà sconosciuta e molto evoluta e raccontando esperienze vissute in prima persona dall'autore.

## Capitoli
- La vita della Terra in un anno
- Una storia di pietra
- Tutto inizia dai giganti
- Bibbia
- Stelle e pietre
- Carte geografiche

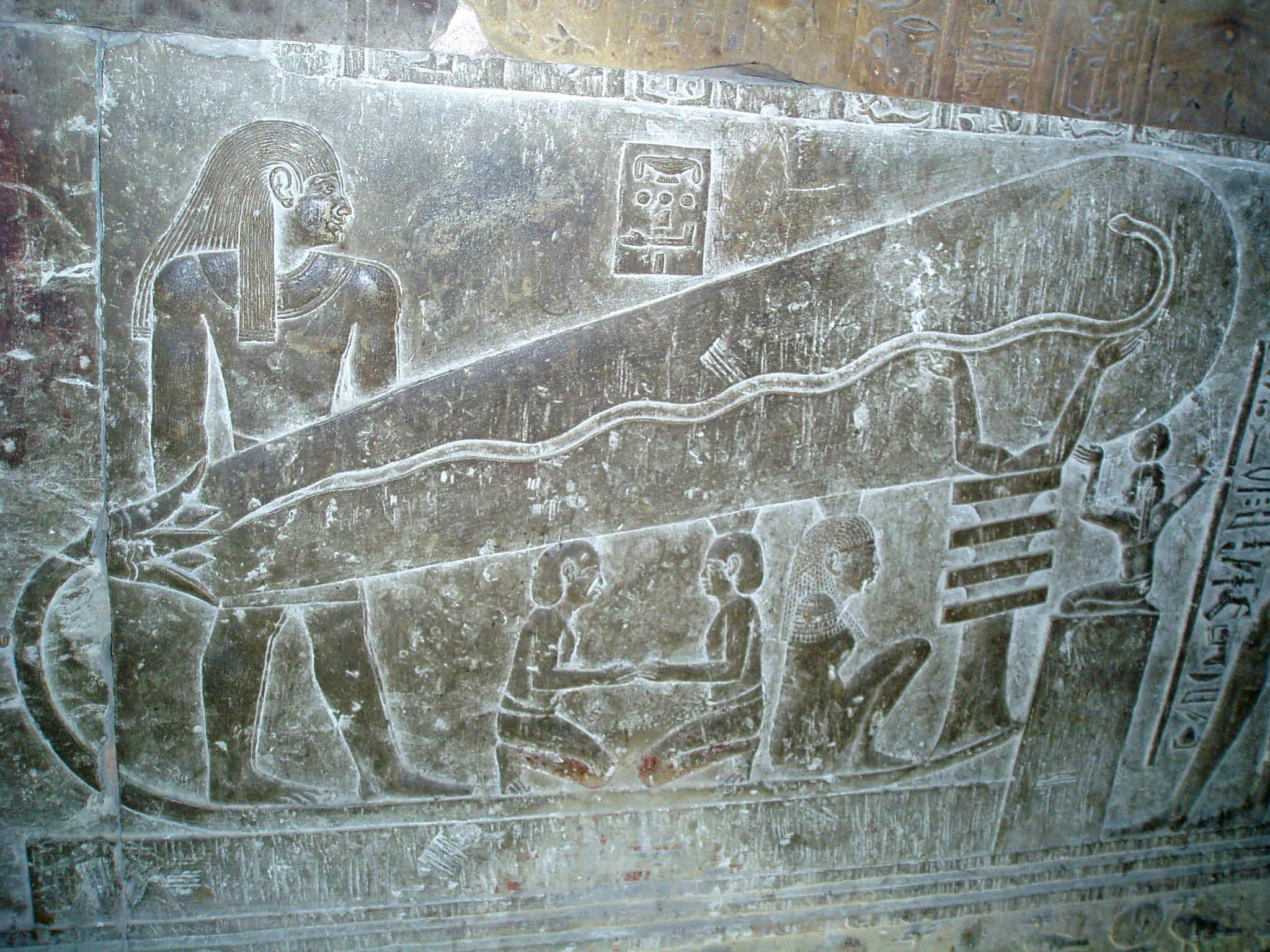
Le lampade di Dendera.

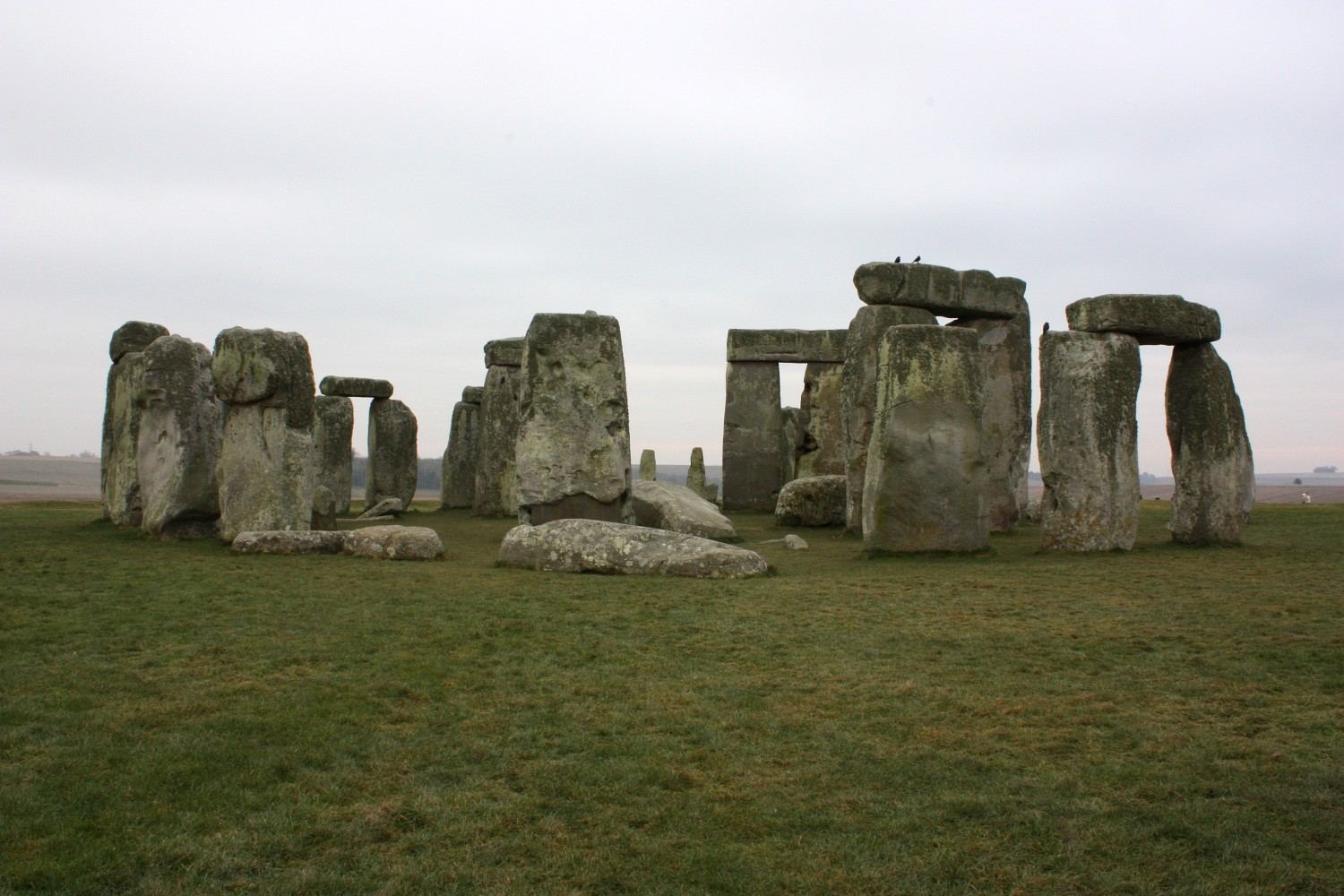
Il sito megalitico di Stonehenge.

- Leggende di antichi continenti scomparsi
- Africa
- L'uovo di Assuan
- Le lampade di Dendera
- La Sfinge
- Lo Zed
- Il papiro di Artemidoro
- La grande regina e l'amore proibito
- Baalbek
- Europa
- Omero
- Il sangue dei primi uomini
- Malta
- Pietre di antichi uomini
- Stonehenge, il cerchio della discordia

Il sito archeologico di Machu Picchu.

- Asia
- Vimana
- Mohenjo-Daro
- Le foglie del destino
- La piramide sommersa
- Americhe
- Le pietre di Ica
- Marcahuasi
- Machu Picchu
- Cuzco
- Nazca
- Titicaca: il lago degli dei
- Tiwanaco
- Isola di Pasqua
- Gli oggetti fuori dal tempo
- Pietre troppo uguali
- Appendice: Tracce di giganti?